# فديو (قرية)
فِديو أو فيديو هي قرية سورية تتبع لـ محافظة اللاذقية.  بلغ عدد السكان 4,065 نسمة حسب تعداد عام 2004. 